# Arctoconopa taimyrensis
Arctoconopa taimyrensis là một loài ruồi trong họ Limoniidae. Chúng phân bố ở miền Cổ bắc.